# سيدني فان هويدونك
سيدني فان هويدونك (بالهولندية: Sydney van Hooijdonk)‏ هو لاعب كرة قدم هولندي في مركز الهجوم، ولد في 6 فبراير 2000 في بريدا في هولندا. لعب مع ناك بريدا.

## وصلات خارجية
- سيدني فان هويدونك على موقع قاعدة بيانات كرة القدم.إي يو (الإنجليزية)
- سيدني فان هويدونك على موقع Soccerway.com (الإنجليزية)
- سيدني فان هويدونك على موقع عالم كرة القدم.نت (الإنجليزية)